# Stenopsyche brevata
Stenopsyche brevata är en nattsländeart som beskrevs av Tian och Zheng 1989. Stenopsyche brevata ingår i släktet Stenopsyche och familjen Stenopsychidae. Inga underarter finns listade i Catalogue of Life.